# Hospital Bazán
El Hospital Bazán situado en Marbella (provincia de Málaga), toma su nombre por su destino entre los siglos XVII y XIX y por el creador de aquella institución de beneficencia, don Alonso de Bazán, regidor de Marbella y alcaide de su castillo. Se identifica con la arquitectura doméstica señorial de mediados del siglo XVI en el que conviven elementos de tradición gótica con otros mudéjares y renacentistas. En la actualidad el edificio alberga el Museo del Grabado Español Contemporáneo.

## Descripción
El Hospital es un edificio resultante de la unión de las que serían dos construcciones independientes levantadas sobre un terreno de acusada pendiente, razón por las que su interior queda marcado por un continuo cambio de niveles.
Se estructura en torno a varios espacios de reparto. Tras la primera crujía se sitúa un patio principal, cuadrangular, conformado en sus flancos norte y oeste por pandas de arcos de medio punto de ladrillo visto enmarcados por alfices sobre columnas toscanas. 
En su lado occidental se dispone el espacio de lo que fue la capilla del hospital y panteón 
familiar de los Bazán, de una sola nave orientada norte-sur, rectangular e irregular, con 
presbiterio de planta cuadrada cubierto por bóveda 
hemiesférica que apoya sobre 
pechinas decoradas con escudos pintados y orlados por lambrequines de yeso en bajorrelieve.
Desde otro patio, unido al anterior por el lado de levante, se accede a un núcleo de reciente formalización con un hueco vertical con lucernario cenital que atraviesa todas las cotas, ordena la circulación y distribuye las galerías perimetrales. En la cota inferior o planta semisótano hallamos dos estancias, una de ellas, en la que se encuentra un pozo, cubierta por dos bóvedas de medio cañón rebajado con apoyo intermedio en una pilastra y unas toscas columnas de mármol sin capitel sobre las que voltean arcos escarzanos; en el nivel de la planta baja se disponen tres recintos, destacando una sala rectangular con cubierta mudéjar de par y nudillo; en la planta primera encontramos otra sala perteneciente a la edificación inicial, con cubierta mudéjar de par y nudillo con tirantes de lazo, y, en la planta segunda, además del ámbito de la torre cuya cubierta interior ofrece una armadura mudéjar de lima bordón y par e hilera sin nudillos con unos tirantes de lazo y otros sin decorar, otra dependencia con armadura, en este caso, de par e hilera con tirantes sin lacería.
En general las fachadas presentan un acabado de enfoscado y pintura de color blanco, si bien puntualmente el enfoscado se ha suprimido dejándose vistas las hiladas de ladrillo y sillares que conforman el paramento. 
Elemento que singulariza el edificio es la torre-mirador, situada en el ángulo suroccidental, de planta rectangular y realizada en sillería de piedra arenisca. En su lado occidental el mirador se abre con un solo vano de medio punto, con intradós rehundido y rosetones en la rosca, enmarcado por alfiz y con antepecho de cantería calado en el que aparece el escudo de los Bazán; en el lado sur se constituye una galería de tres arcos enmarcados por un alfiz común, de características semejantes al antes descrito aunque con algunas variantes en los detalles ornamentales.
De los varios accesos destacan los dos que se encuentran en el cuerpo bajo de la torre. El del lado occidental es una puerta arquitrabada de ladrillo visto; el del lado sur es también adintelado, realizado en sillares de arenisca y rematado con alero de ladrillos escalonados. Con el tiempo este hospital fue perdiendo sus funciones, que durante el siglo XIX fue compaginando con el uso puramente residencial que mantuvo durante mucho tiempo. En el año 1989 se procedió a su restauración, recuperándose el edificio como sede del Museo del Grabado Español Contemporáneo. Declarado Bien de Interés Cultural, el Hospital Bazán está catalogado con la categoría de Monumento, y así aparece publicado en el BOJA en el año 2004.